# Leandro N. Alem (departement)
Leandro N. Alem is een departement in de Argentijnse provincie Misiones. Het departement (Spaans:  departamento) heeft een oppervlakte van 1.070 km² en telt 41.670 inwoners.

## Plaatsen in departement Leandro N. Alem
- Almafuerte
- Arroyo del Medio
- Caá Yarí
- Cerro Azul
- Dos Arroyos
- Gobernador López
- Leandro N. Alem
- Olegario Víctor Andrade